# Philip Anyolo
Mons. Philip Arnold Subira Anyolo (* 18. května 1956 Tongaren) je keňský římskokatolický duchovní a arcibiskup nairobský.

## Život
Narodil se 18. května 1956 v Tongaren jako druhý z deseti dětí Mzee Paula Anyolo a Mama Diny Nekesa.
Po základním vzdělávání vstoupil do nižšího semináře Matky apoštolů v Eldoret. Dilosofická studia získal ve vyšším semináři svatého Augustina v Mabanze a teologická semináři svatého Tomáše Akvinského v Nairobi. Roku 1982 přijal jáhenské svěcení a 15. října následujícího roku z rukou biskupa Johna Josepha Njengy svěcení kněžské. Byl inkardinován do diecéze Eldoret. Mimo farní práce byl sekretářem dvou biskupů. Později studoval systematickou teologii na Univerzitě Innsbruck. Po návratu byl kaplanem Univerzity Moi.
Dne 6. prosince 1995 jej papež Jan Pavel II. jmenoval biskupem nové diecéze Kericho. Biskupské svěcení přijal 3. února 1996 z rukou kardinála Jozefa Tomka a spolusvětiteli byli kardinál Maurice Michael Otunga a biskup Cornelius Korir. Od 22. března 2003 byl převeden do funkce biskupa Homa Bay.
Dne 15. listopadu 2018 byl papežem Františkem ustanoven metropolitním arcibiskupem Kisumu. Tuto funkci zastával do 28. října 2021 kdy se stal arcibiskupem Nairobi.